# Triplophysa
Triplophysa é um género de peixe actinopterígeo da família Balitoridae.
Existem atualmente 132 espécies reconhecidas neste gênero:
- Triplophysa alexandrae Prokofiev, 2001
- Triplophysa aliensis (Y. F. Wu & S. Q. Zhu, 1979)
- Triplophysa alticeps (Herzenstein, 1888)
- Triplophysa altipinnis Prokofiev, 2003
- Triplophysa aluensis W. X. Li & Z. G. Zhu, 2000
- Triplophysa angeli (P. W. Fang, 1941)
- Triplophysa anshuiensis Wu, Wei, Lan, Du, 2018[2]
- Triplophysa anterodorsalis S. Q. Zhu & W. X. Cao, 1989
- Triplophysa aquaecaeruleae Prokofiev, 2001
- Triplophysa arnoldii Prokofiev, 2006
- Triplophysa bashanensis T. Q. Xu & K. F. Wang, 2009
- Triplophysa bellibarus (T. L. Tchang, T. H. Yueh & H. C. Hwang, 1963)
- Triplophysa bleekeri (Sauvage & Dabry de Thiersant, 1874)
- Triplophysa brachyptera (Herzenstein, 1888)
- Triplophysa brahui (Zugmayer, 1912)
- Triplophysa brevibarba R. H. Ding, 1993
- Triplophysa brevicauda (Herzenstein, 1888)
- Triplophysa cakaensis W. X. Cao & S. Q. Zhu, 1988
- Triplophysa chondrostoma (Herzenstein, 1888)
- Triplophysa choprai (Hora, 1934)
- Triplophysa coniptera (Turdakov, 1954)
- Triplophysa crassicauda (Herzenstein, 1888)
- Triplophysa crassilabris R. H. Ding, 1994
- Triplophysa cuneicephala (T. H. Shaw & T. L. Tchang, 1931)
- Triplophysa dalaica (Kessler, 1876)
- Triplophysa daochengensis Y. Y. Wu, Z. Y. Sun & Y. S. Guo, 2016 [3]
- Triplophysa daqiaoensis R. H. Ding, 1993
- Triplophysa dongganensis J. Yang, 2013 [4]
- Triplophysa dorsalis (Kessler, 1872)
- Triplophysa dorsonotata (Kessler, 1879)
- Triplophysa eugeniae (Prokofiev, 2002)
- Triplophysa farwelli (Hora, 1935)
- Triplophysa fengshanensis J. H. Lan, 2013 [4]
- Triplophysa ferganaensis Sheraliev & Peng, 2021 (Fergana stone loach)[5]
- Triplophysa flavicorpus J. X. Yang, X. Y. Chen & J. H. Lan, 2004
- Triplophysa furva S. Q. Zhu, 1992
- Triplophysa fuxianensis J. X. Yang & X. L. Chu, 1990
- Triplophysa gejiuensis (X. L. Chu & Y. R. Chen, 1979)
- Triplophysa gerzeensis W. X. Cao & S. Q. Zhu, 1988
- Triplophysa gracilis (F. Day, 1877)
- Triplophysa grahami (Regan, 1906)
- Triplophysa griffithii (Günther, 1868)
- Triplophysa grummorum Prokofiev, 2010
- Triplophysa gundriseri Prokofiev, 2002
- Triplophysa herzensteini (Berg, 1909)
- Triplophysa hexiensis (T. Q. Zhao & X. T. Wang, 1988)
- Triplophysa heyangensis S. Q. Zhu, 1992
- Triplophysa hialmari Prokofiev, 2001
- Triplophysa hsutschouensis (Rendahl (de), 1933)
- Triplophysa huanglongensis Gao, 1992
- Triplophysa huanjiangensis J. Yang, T. J. Wu & J. H. Lan, 2011
- Triplophysa huapingensis L. P. Zheng, J. X. Yang & X. Y. Chen, 2012 [6]
- Triplophysa hutjertjuensis (Rendahl (de), 1933)
- Triplophysa incipiens (Herzenstein, 1888)
- Triplophysa intermedia (Kessler, 1876)
- Triplophysa jianchuanensis L. P. Zheng, L. N. Du, X. Y. Chen & J. X. Yang, 2010
- Triplophysa jiarongensis Y. Lin, C. Li & J. K. Song, 2012 [7]
- Triplophysa kafirnigani (Turdakov, 1948)
- Triplophysa kashmirensis (Hora, 1922) [8]
- Triplophysa kaznakowi Prokofiev, 2004
- Triplophysa kullmanni Bănărescu, Nalbant & Ladiges, 1975
- Triplophysa kungessana (Kessler, 1879)
- Triplophysa labiata (Kessler, 1874)
- Triplophysa lacusnigri (L. S. Berg, 1928)
- Triplophysa lacustris J. X. Yang & X. L. Chu, 1990
- Triplophysa langpingensis J. Yang, 2013 [4]
- Triplophysa laterimaculata J. L. Li, N. F. Liu & J. X. Yang, 2007
- Triplophysa laticeps W. Zhou & G. H. Cui, 1997
- Triplophysa leptosoma (Herzenstein, 1888)
- Triplophysa lihuensis T. J. Wu, J. Yang & J. H. Lan, 2012 [9]
- Triplophysa lixianensis C. L. He, Z. B. Song & E. Zhang, 2008
- Triplophysa longianguis Y. F. Wu & C. Z. Wu, 1984
- Triplophysa longibarbata (Y. R. Chen, J. X. Yang, Sket & Aljančič, 1998)
- Triplophysa longipectoralis L. P. Zheng, L. N. Du, X. Y. Chen & J. X. Yang, 2009
- Triplophysa longliensis Q. Ren, J. X. Yang & X. Y. Chen, 2012 [10]
- Triplophysa macrocephala J. Yang, T. J. Wu & J. X. Yang, 2012 [11]
- Triplophysa macromaculata J. X. Yang, 1990
- Triplophysa macrophthalma S. Q. Zhu & Q. Z. Guo, 1985
- Triplophysa macropterus (Herzenstein, 1888)
- Triplophysa markehenensis (S. Q. Zhu & Y. F. Wu, 1981)
- Triplophysa marmorata (Heckel, 1838) [8]
- Triplophysa microphysa (P. W. Fang, 1935)
- Triplophysa microps (Steindachner, 1866)
- Triplophysa microphthalma (Kessler, 1879)
- Triplophysa minuta (Li, 1966)
- Triplophysa moquensis R. H. Ding, 1994
- Triplophysa nandanensis J. H. Lan, J. X. Yang & Y. R. Chen, 1995
- Triplophysa nasalis (Kessler, 1876) (incertae sedis mas provavelmente pertence a este gênero)
- Triplophysa nanpanjiangensis (S. Q. Zhu & W. X. Cao, 1988)
- Triplophysa nasobarbatula D. Z. Wang & D. J. Li, 2001
- Triplophysa ninglangensis Y. F. Wu & C. Z. Wu, 1988
- Triplophysa nujiangensa X. Y. Chen, G. H. Cui & J. X. Yang, 2004
- Triplophysa obscura X. T. Wang, 1987
- Triplophysa obtusirostra Y. F. Wu & C. Z. Wu, 1988
- Triplophysa orientalis (Herzenstein, 1888)
- Triplophysa papillosolabiata (Kessler, 1879)
- Triplophysa pappenheimi (P. W. Fang, 1935)
- Triplophysa paradoxa (Turdakov, 1955)
- Triplophysa parvus Z. M. Chen, W. X. Li & J. X. Yang, 2009
- Triplophysa polyfasciata R. H. Ding, 1996
- Triplophysa pseudoscleroptera (S. Q. Zhu & Y. F. Wu, 1981)
- Triplophysa pseudostenura C. L. He, E. Zhang & Z. B. Song, 2012 [12]
- Triplophysa qilianensis W. J. Li, X. C. Chen & Y. P. Hu, 2015 [13]
- Triplophysa qiubeiensis W. X. Li & H. F. Yang, 2008
- Triplophysa robusta (Kessler, 1876)
- Triplophysa rosa X. Y. Chen & J. X. Yang, 2005
- Triplophysa rotundiventris (Y. F. Wu & Yuan Chen, 1979)
- Triplophysa scapanognatha Prokofiev, 2007
- Triplophysa scleroptera (Herzenstein, 1888)
- Triplophysa sellaefer (Nichols, 1925)
- Triplophysa sewerzowi (G. V. Nikolskii, 1938)
- Triplophysa shaanxiensis J. X. Chen, 1987
- Triplophysa shilinensis Y. R. Chen & J. X. Yang, 1992
- Triplophysa shiyangensis (T. Q. Zhao & X. T. Wang, 1983)
- Triplophysa siluroides (Herzenstein, 1888)
- Triplophysa stenura (Herzenstein, 1888)
- Triplophysa stewarti (Hora, 1922)
- Triplophysa stolickai (Steindachner, 1866)
- Triplophysa strauchii (Kessler, 1874)
- Triplophysa tanggulaensis (S. Q. Zhu, 1982)
- Triplophysa tenuicauda (Steindachner, 1866)
- Triplophysa tenuis (F. Day, 1877)
- Triplophysa tianeensis X. Y. Chen, G. H. Cui & J. X. Yang, 2004
- Triplophysa tianxingensis H. F. Yang, W. X. Li & Z. M. Chen, 2016 [14]
- Triplophysa tibetana (Regan, 1905)
- Triplophysa turpanensis Y. F. Wu & C. Z. Wu, 1992
- Triplophysa ulacholica (V. P. Anikin, 1905)
- Triplophysa uranoscopus (Kessler, 1872)
- Triplophysa venusta S. Q. Zhu & W. X. Cao, 1988
- Triplophysa waisihani L. Cao & E. Zhang, 2008
- Triplophysa wuweiensis (S. C. Li & S. Y. Chang, 1974)
- Triplophysa xiangshuingensis W. X. Li, 2004
- Triplophysa xiangxiensis (G. Y. Yang, F. X. Yuan & Y. M. Liao, 1986)
- Triplophysa xichouensis Liu, Pan, Yang & Chen, 2017[15]
- Triplophysa xichangensis S. Q. Zhu & W. X. Cao, 1989
- Triplophysa xingshanensis (G. R. Yang & C. X. Xie, 1983)
- Triplophysa xiqiensis R. H. Ding & Q. Lai, 1996
- Triplophysa yajiangensis S. L. Yan, Z. Y. Sun & Y. S. Guo, 2015 [16]
- Triplophysa yaopeizhii T. Q. Xu, C. G. Zhang & B. Cai, 1995
- Triplophysa yarkandensis (F. Day, 1877)
- Triplophysa yasinensis (Alcock, 1898)
- Triplophysa yunnanensis J. X. Yang, 1990
- Triplophysas zaidamensis (Kessler, 1874)
- Triplophysa zamegacephala (T. Q. Zhao, 1985)
- Triplophysa zhaoi Prokofiev, 2006
- Triplophysa zhenfengensis D. Z. Wang & D. J. Li, 2001